# 공산주의 박물관
공산주의 박물관(체코어: Muzeum komunismu)은 체코 프라하에 있는 박물관이다. 프라하를 중심으로 체코슬로바키아의 제2차 세계대전 이후 공산주의 정권에 대한 설명을 제공한다.